# Hormathiidae
Hormathiidae  Carlgren, 1932 è una famiglia di celenterati antozoi nella superfamiglia Metridioidea dell'ordine Actiniaria.

## Descrizione
La famiglia è caratterizzata da muscoli basilari e sfintere marginale mesogleale. Mesenteri non divisibili in macro e micro-cnemi. Di solito sei coppie di mesenteri perfetti, a volte di più, ma mai numerosi. Mesenteri perfetti di solito sterili, raramente fertili. Aconzio con solo nematocisti basitrici. Cnidomi: spirocisti robusti, basitrici e p-mastigofori microbasici.

## Tassonomia
Secondo il World Register of Marine Species (WORMS), la famiglia risulta composta dai seguenti generi:
- Actinauge Verrill, 1883
- Adamsia Forbes, 1840
- Allantactis Danielssen, 1890
- Calliactis Verrill, 1869
- Cataphellia Stephenson, 1929
- Chitonanthus
- Chondranthus Migot & Portmann, 1926
- Chondrophellia Carlgren, 1925
- Gliactis
- Handactis Fautin, 2016
- Hormathia Gosse, 1859
- Hormathianthus Carlgren, 1943
- Leptoteichus Stephenson, 1918
- Monactis Riemann-Zurneck, 1986
- Paracalliactis Carlgren, 1928
- Paraphellia Haddon, 1889
- Paraphelliactis Carlgren, 1928
- Parastephanauge Dufaure, 1959
- Phelliactis Simon, 1892